# Scylaticus exquisitus
Scylaticus exquisitus är en tvåvingeart som beskrevs av Engel 1932. Scylaticus exquisitus ingår i släktet Scylaticus och familjen rovflugor.
Artens utbredningsområde är Zimbabwe. Inga underarter finns listade i Catalogue of Life.